# La Cousine Bette (téléfilm, 1964)
Pour les articles homonymes, voir La Cousine Bette (homonymie).
La Cousine Bette est un téléfilm français d’Yves-André Hubert diffusé en 1964, adapté du roman éponyme de Honoré de Balzac.

## Synopsis
Élisabeth Fischer, fille de laboureur, cousine d’Adeline Fischer devenue baronne Hulot d'Ervy, est furieusement jalouse de cette dernière depuis leur petite enfance. Arrivée à Paris comme ouvrière en passementerie, elle cherche à nuire par tous les moyens à la famille Hulot d'Ervy. Elle pousse le baron à la débauche et tente de détruire le couple que forme sa nièce Hortense Hulot avec Wenceslas Steinbock. Mais ses manigances ne lui apportent aucune satisfaction et elle meurt de rage.

## Fiche technique
- Réalisation : Yves-André Hubert
- Adaptation : Jean-Louis Bory
- Directeur de la photographie : René Mathelin
- Pays de production :  France
- Date de sortie en France : 1964
- Durée : 121 minutes

## Distribution
- Alice Sapritch : Élisabeth Fischer
- Danièle Lebrun : Hortense Hulot d'Ervy
- Jacques Castelot : baron Hulot d'Ervy
- Elina Labourdette : baronne Adeline Hulot
- Claudine Coster : Valérie Marneffe
- Jean Sobieski : comte Wenceslas Steinbock
- Jacques Monod : Célestin Crevel